# Chuck Schuldiner
Charles Michael "Chuck" Schuldiner (født 13. maj 1967, død 13. december 2001) var en amerikansk musiker og en stor pionér inden for death metal. Han var blandt de første der eksperimenterede med growl og tekniske/progressive elementer i death metal.
Han var hovedguitarist og sangskriver for bandet Death, stiftet i 1983. Senere, i 1998, stiftede han også bandet Control Denied.

Han døde 13. december 2001 af kræft i hjernen.